# Sphragifera bimacula
Sphragifera bimacula là một loài bướm đêm trong họ Noctuidae.